# Tecomate Pesquería
Tecomate Pesquería är en ort i Mexiko.   Den ligger i kommunen San Marcos och delstaten Guerrero, i den södra delen av landet, 300 km söder om huvudstaden Mexico City. Tecomate Pesquería ligger 8 meter över havet och antalet invånare är 578.
Terrängen runt Tecomate Pesquería är platt. Havet är nära Tecomate Pesquería åt sydväst.  Närmaste större samhälle är San Marcos, 11,6 km norr om Tecomate Pesquería. 